# داريل إيفانز (كاتب أغاني)
داريل إيفانز (بالإنجليزية: Darrell Evans)‏ هو كاتب أغاني أمريكي، ولد في 6 أكتوبر 1968 في سان فرانسيسكو في الولايات المتحدة.

## وصلات خارجية
- داريل إيفانز على موقع ميوزك برينز (الإنجليزية)
- داريل إيفانز على موقع ديسكوغز (الإنجليزية)